# 프랑수아 트뤼포
프랑수아 트뤼포(François Truffaut)는 1932년 2월 6일 파리에서 태어나 1984년 10월 21일 뇌이쉬르센에서 사망한 프랑스의 영화인으로, 누벨 바그를 이끌었던 주요 인물이다.

## 생애
그는 파리에서 서출로 태어나 독실한 가톨릭 신자였던 어머니와 양아버지 가운데 자랐다. 그는 단 한 번도 치과 의사였던 친아버지를 만나보지 못했고, 혼란스런 어린 시절을 보냈다.
영화 평론지 카예 뒤 시네마의 평론가로 활동하다 1959년 《400번의 구타》라는 영화를 감독하면서 데뷔하였다. 그 후 장뤼크 고다르, 에릭 로메르 등과 함께 기존과는 차별화된 영화 기법을 선보이면서, 누벨 바그를 주도해 나갔다.
1983년 뇌종양 진단을 받고 얼마 안 돼 파리에서 향년 52세에 사망했다.

## 작품 목록

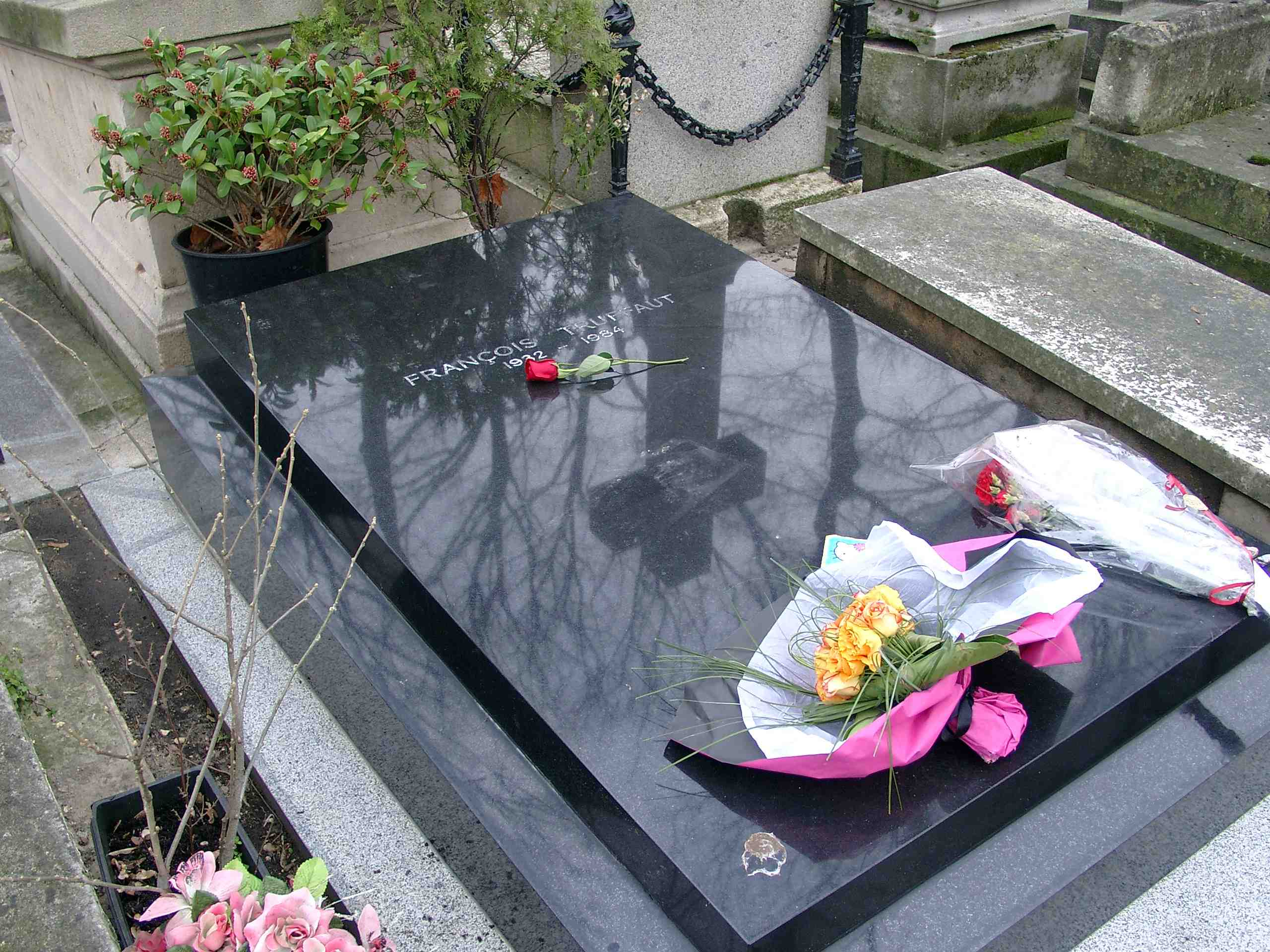
트뤼포의 묘

| 연도   | 작품명 (원제)                             | 출연 배우                        |
| ------ | ----------------------------------------- | -------------------------------- |
| 1983년 | 신나는 일요일(Vivement dimanche!)         | 파니 아르당, 장 루이 트랭티낭    |
| 1980년 | 마지막 지하철(Le dernier Métro)           | 카트린 드뇌브, 제라르 드파르디외 |
| 1979년 | 사랑의 도피(L'amour en Fuite)             | 장피에르 레오, 클로드 자드       |
| 1973년 | 아메리카의 밤(La nuit américaine)         | 재클린 비셋, 장피에르 레오       |
| 1970년 | 부부 생활(Domicile conjugal)              | 장피에르 레오, 클로드 자드       |
| 1969년 | 야생의 아이(L'enfant sauvage)             | 프랑수아 트뤼포, 장피에르 카르골 |
| 1969년 | 미시시피의 인어(La sirène du Mississippi) | 카트린 드뇌브                    |
| 1968년 | 훔친 키스(Baisers volés)                  | 장피에르 레오, 클로드 자드       |
| 1964년 | 부드러운 살결(La peau douce)              | 프랑수아즈 도를레악, 장 드사이   |
| 1961년 | 쥴 앤 짐(Jules et Jim)                    | 잔 모로, 오스카 베르너           |
| 1960년 | 피아니스트를 쏴라(Tirez sur le pianiste)  | 샤를 아즈나부르, 마리 뒤부아     |
| 1959년 | 400번의 구타(Les quatre cents coups)      | 장피에르 레오                    |